# 性即理
性即理（せいそくり）は、「性」（人間の持って生まれた本性）がすなわち「天理」であるとする説。宋明理学の命題の一つ。中国北宋の程頤（伊川）によって提言され、南宋の朱熹に継承された、朱子学の重要なテーゼである。
朱熹は存在論として理気二元論を主張する。「理」とは天地万物を主宰する法則性であり、「気」とは万物を構成する要素である。理とは形而上のもの、気は形而下のものであって、まったく別の二物であるが、たがいに単独で存在することができず、両者は「不離不雑」の関係であるとする。また、気が運動性をもち、理は理法であり 気の運動に乗って秩序を与えるとする。
そしてこのような存在論的な「理」は人間の倫理道徳にも貫かれている。「理」は「性」である。この場合「性」は孟子の性善説に基づき善とされる。人間の本来性（理）は善であるが、現実の存在（気）においては善を行ったり、悪を行ったりする。そこで儒者は「居敬」や静坐を行ったり、「格物」や読書によって、その本来性（理）に立ち戻り、「理」を体得しなければならない。朱子学では「聖人学んで至るべし」と学問の究極的な目標は「理」を体得し「聖人」となることとされた。